# Лонгва, Роман Войцехович
Роман Войцехович Лонгва (26 июня (9 июля) 1891 — 8 февраля 1938) — польский революционер, советский военачальник и военный разведчик, комкор (20.11.1935). Начальник Управления связи РККА (1935—1937).

## Биография
Лонгва Роман Войцехович родился в 1891 году в Варшаве, в семье коммерсанта. Поляк. Ещё в юности включился в революционную деятельность. За участие в школьных волнениях был исключен из Варшавского городского училища. Позднее за антирелигиозные выступления был исключен из Варшавского коммерческого училища, которое позднее сумел окончить экстерном в 1910 году. Был членом Союза молодых социалистов Польши. С 1920 года состоял в ППС-левице. В 1910 году активно участвовал в создании Социалистического союза Польши (с 1911 года был секретарём его центрального руководства). В марте 1912 года арестован полицией по делу о молодежной политической организации. В начале сентября 1913 года Особым присутствием Варшавской судебной палаты осужден на 6 месяцев тюремного заключения. Наказание отбывал в Ломжинской тюрьме. После освобождения возвратился в Варшаву и продолжал революционную работу в ППС-левице.
В ноябре 1914 года призван в Русскую императорскую армию и направлен на службу в 58-й запасной пехотный батальон (Воронеж). В 1915 году окончил ускоренный курс Алексеевского военного училища. Участник Первой мировой войны. После производства в офицеры воевал в составе 66-го Бутырского пехотного полка на Северном фронте младшим офицером роты и командиром роты. После Февральской революции вёл революционную агитацию среди солдат и унтер-офицеров польской национальности. В августе 1917 года во время Корниловского выступления во главе солдат своего полка сорвал переброску верных генералу Л. Г. Корнилову войск в Петроград. Вскоре фактически покинул полк, имея уже чин штабс-капитана, находился в Петрограде. Активно участвовал в Октябрьской революции в Петрограде, во главе вооружённого отряда занял здание Центрального телеграфа и ряд правительственных учреждений, был назначен комендантом почт и телеграфов Петрограда.
С декабря 1917 года — заведующий польским военным отделом в наркомате по делам национальностей РСФСР. С большой группой поляков из бывших солдат выехал на Западный фронт, где принял активное участие в ликвидации мятежа 1-го польского корпуса генерала Довбор-Мусницкого.
Стал членом РКП(б) в 1918 году. Участник Гражданской войны. С июня 1918 года — начальник штаба Западной пехотной дивизии, сформированной первоначально из бывших солдат польских частей, в том числе перешедших на сторону РККА из польского корпуса Довбор-Мусницкого интернационалистов.  С августа 1918 года командовал 1-й бригадой этой дивизии (в сентябре 1918 года переименована в Западную стрелковую дивизию). Во главе бригады сначала был в составе Западной армии, а в начале 1919 года бригады передали в 9-ю армию и она воевала на Южном фронте против войск генералов П. Н. Краснова и А. И. Деникина. С февраля 1919 года — начальник Западной стрелковой дивизии, которая в июле была преобразована в 52-ю стрелковую дивизию; под командованием Р. Лонгвы дивизия в составе Литовско-Белорусской армии воевала в составе Западного фронта и участвовала в советско-польской войне в районах Минск—Молодечно—Барановичи.
С сентября 1919 по август 1920 года — начальник 2-й Тульской стрелковой дивизии, которая воевала в составе 7-й, 15-й и 16-й армий на Западном фронте. Руководил дивизией в боях при обороне Петрограда (она отличилась при взятии Ямбурга) и боях против эстонской армии на реках Плюсса и Нарова (декабрь 1919). В январе — апреле 1920 года дивизия была передана в Трудармию, заготовляя торф и лесоматериалы для Петрограда в Петроградской губернии. С апреля дивизия воевала против латвийской армии, а в июне 1920 года её срочно пополнили и перебросили на Польский фронт. Там Лонгва особо отличился наступлении от Березины к Висле во время Июльской операции, где пройдя с боями сотни километров дивизия взяла Свислочь, Осиповичи, Бобруйск, Слуцк, Брест-Литовск, Пружаны и другие города. При овладении укрепленным Бобруйским районом было нанесено тяжелое поражение 14-й Великопольской дивизии. При взятии совместно с частями 10-й стрелковой дивизии 1 августа 1920 года города Брест-Литовск были захвачены в сохранности многочисленные польские военные склады и 1 бронепоезд. За эти бои был представлен к награждению орденом Красного Знамени (награждён им в конце 1921 года). С 4 августа 1920 года формировал 1-ю Польскую Красную армию, 15 августа 1920 года назначен её командующим. Однако из-за окончания советско-польской войны формирование армии в сентябре 1920 года было прекращено.
С ноября 1920 по ноябрь 1921 года являлся начальником Разведывательного управления Полевого штаба РВС Республики (тогдашнее наименование будущего Главного разведывательного управления Генштаба ВС СССР). С ноября 1921 года по ноябрь 1924 года — начальник разведотдела штаба Вооруженных сил Украины и Крыма, первый помощник начальника штаба Киевского (с июня 1922 — Украинского) военного округа, в 1924 году временно исполнял должность начальника штаба округа. С ноября 1924 г. по август 1926 года состоял в распоряжении РВС СССР, находился в это время в Китае, где выполнял обязанности секретаря «китайской комиссии» Политбюро ЦК ВКП(б), а затем — секретаря комиссии А. С. Бубнова в Китае при Национально-революционной армии Китая. С августа 1926 года официально занял должность военного атташе при полномочном представительстве СССР в Китае. С августа 1927 года — командир-военком 43-й стрелковой дивизии в Белорусском военном округе. В 1929 году направлялся в служебную командировку в Германии, оставаясь официально во главе дивизии.
С июля 1930 года — инспектор войск связи, с февраля 1933 года — заместитель начальника Управления связи РККА, с октября 1935 года — начальник Управления связи РККА.
Арестован 21 мая 1937 года. Приговорен Военной коллегией Верховного суда СССР 8 февраля 1938 года по обвинению в участии в военно-фашистском заговоре к высшей мере наказания. Расстрелян в тот же день.
Реабилитирован Определением Военной коллегии Верховного суда СССР 15 сентября 1956 года.

## Награды
- орден Красного Знамени (12.12.1921)[5]
- орден Красной Звезды (13.08.1936, за отличную работу и выдающиеся достижения, связанные с постройкой самолета «АНТ-25», его испытаниями и организацией перелёта Москва - Николаевск-на-Амуре через Северный Ледовитый океан и Камчатку)[6].